# Lindiwe Mazibuko
Lindiwe Mazibuko   (Manzini, 9 d'abril de 1980) és una acadèmica i música sud-africana d'origen suazi, que ha ocupat càrrecs polítics. Entre d'altres ha estat líder parlamentaria en oposició a Democratic Alliance (DA). Va ser etiquetada de manera variable com a "estrella en ascens al Parlament" i una possible futura líder de la DA. Va ser elegida com a nova líder parlamentària del DA el 27 d'octubre de 2011, superant a Athol Trollip en una carrera ajustada, convertint-se en la primera persona no blanca a dirigir l'Aliança Democràtica al parlament sud-africà.